# An hour before it's dark
An hour before it's dark is een studioalbum van Marillion.

## Inleiding
Het album werd gedurende de coronapandemie opgenomen in diverse geluidsstudio's waaronder hun eigen Racket Club en Real World Studios. Het strijkorkest werd opgenomen in de Ace Studio in het Belgische Aartselaar. Het album werd wereldwijd uitgegeven op 4 maart 2022. In Londen werd een bijzondere promotiecampagne gehouden waarbij taxi’s werden voorzien van een afbeelding van de platenhoes; hij het noemen van de albumtitel kon zodoende een vrije rit verkregen worden; de actie liep tussen 4 en 14 maart.
Zanger Steve Hogarth (H) constateerde achteraf dat algemeen het muziektempo relatief hoog was, dat de toevoeging van enkele koorarrangementen de muziek nieuwe klank en kleur aan de muziek gaf.

Mark Kelly (in IO Pages) gaf aan dat de band even genoeg had van de sombere klanken van voorganger Fuck everyone and run (FEAR). Ze wilden niet in herhaling vallen en “het moest beter”, want ze wilden nog steeds vooruit. Er werd aldus producent Michael Hunter gewerkt onder het motto 
Als een nieuw nummer op FEAR zou passen, is het niet goed genoeg.
Bovendien was FEAR moeilijk op te nemen en op het podium te brengen, met lichtere muziek hoopte band dat met An hour iets beters te kunnen realiseren. Kelly vertelde verder dat de thematiek van de liedjes nog even zwaar was. Opnieuw werd aandacht gevraagd voor klimaatcrisis, massa- en overconsumptie, transgender (Reprogram the gene), bloeddiamanten (nummer Sierra Leone) en corona (Care). Dat laatste bevreemdde de band, want tekstschrijver Hogarth had aangegeven geen zin in een nummer dat over die pandemie zou gaan. De recensent van het blad IO Pages Ed Ammerlaan vond even later dat het streven te ver was doorgevoerd, het was te versnipperd geraakt. Ruard Veltmaat van Progwereld was het niet met hem eens, maar had toch liever dat Hogarth eens het kleine leed als onderwerp zou nemen in plaats van de wereldproblemen.

## Musici
- Steve Hogarth – zang
- Steve Rothery – elektrische gitaar
- Pete Trewavas – basgitaar
- Mark Kelly – toetsinstrumenten
- Ian Mosley – drumstel

Met
- Kat Marsh – achtergrondzang (Be hard on yourself, Sierra Leone)
- P Bisset – geluidseffecten (Be hard on yourself)
- B Hartshorn – geluidseffecten (Reprogram the gene)
- Luis Jardim – shaker, cabasa, koebel (Reprogram the gene); shaker, tamboerijn (Murder machine); congas, djeme, shakers, casaba (Sierra Leone)
- Kat Marsh, Sam Morris, Carolyn Clarke, Martha Morris-Clarke, Franny Morris Clarke, Olivia Lee, Maia Frankowski, Ingrid Schang, Nicole Miller, Annemie Osborne – koor (Reprogram the gene)
- G Underwood – geluidseffecten (Murder machines)
- Bethan Bond – harp (The crow and the nightingale, Care)
- Maia Frankowski, Ingrid Schang, Nicole Miller, Annemie Osborne - strijkkwartet (The crow and the nightingale)
- Elani Evangelou, Georgia Szygowska, Grace Lightman, Kat Marsh, Kate Pavli, Lenny Carnell, Marianna Johnson, Rio Hellyer – koor (The crow and the nightingale)
- D Paslow – geluidseffecten (Sierra Leone)
- Sam Morris – hoorn (Care)
- Aaron Douglas, Aaron Ward, Danny Le Prevost, Elani Evangelou, Georgia Szygowska, Grace Lightman, James Donaldson, kat marsh, kate pavli, Lenny Carnell, Marianna Johnson, Rio Hellyer – koor (Care)

## Muziek
Alle teksten van Steve Hogarth, muziek van Marillion

| Nr. | Titel                                            | Duur |
| --- | ------------------------------------------------ | ---- |
| 1.  | Be hard on yourself (The tear in de big picture) | 3:52 |
| 2.  | Be hard on yourself (Lust for luxury)            | 2:07 |
| 3.  | Be hard on yourself (You can learn)              | 3:28 |
| 4.  | Reprogram the gene (Invincible)                  | 3:31 |
| 5.  | Reprogram the gene (Trouble-free life)           | 2:00 |
| 6.  | Reprogram the gene (A cure for us?)              | 1:29 |
| 7.  | Only a kiss                                      | 0:39 |
| 8.  | Murder machines                                  | 4;20 |
| 9.  | The crow and the nightingale                     | 6:35 |
| 10. | Sierra Leone (Chance in a million)               | 1:32 |
| 11. | Sierra Leone (The white sand)                    | 0:53 |
| 12. | Sierra Leone (The diamond)                       | 3:29 |
| 13. | Sierra Leone (The blue warm air)                 | 2:23 |
| 14. | Sierra Leone (More than a treasure)              | 4:37 |
| 15. | Care (Maintenance drugs)                         | 4:27 |
| 16. | Care (An hour before it's dark)                  | 2:27 |
| 17. | Care (Every cell)                                | 3:18 |
| 18. | Care (Angels on earth)                           | 4:56 |

Na Angels on earth is er vier minuten stilte waarna een remix volgt van Murder machines.
Het koortje in Be hard on yourself is samengesteld uit samples, een echt koor zou te zwaar klinken vond Kelly. Het koor in The crow and the nightingale is wel samengesteld uit zangstemmen. Murder machine gaat over de covid-virussen, terwijl Angels on earth over verpleegsters van covid-patiënten gaat, Marillion haalt daarbij de foto van Johannah Churchill aan van verpleegster Melanie Senior in een Londens ziekenhuis; in Manchester als muurschildering uitgevoerd. The crow and nightingale is een ode aan Leonard Cohen.

## Nasleep
Marillion wist voor het eerst sinds jaren een hoge positie te halen binnen de Britse album lijsten. In de week van 17 maart 2022 kwam het binnen op plaats 2, maar was de week daarna alweer verdwenen. Ze werd gestuit door Oochya van de Stereophonics. Het album haalde vrijwel overal in Europa een albumnotering met qua weken notering soortgelijk resultaat. In Nederland haalde het in twee weken notering ook een tweede plaats; in Vlaams België een elfde plaats in drie weken.
Na de uitgifte van het album werd een korte toer aangekondigd.